# Iran na Letnich Igrzyskach Olimpijskich 1948
Iran na Letnich Igrzyskach Olimpijskich 1948 reprezentowało 36 zawodników, tylko mężczyzn. Był to pierwszy oficjalny start reprezentacji Iranu na letnich igrzyskach olimpijskich (w 1900 roku miał miejsce start nieoficjalny – jeden irański szermierz startował na igrzyskach w Paryżu).
Pierwszy medal dla tego kraju wywalczył sztangista Dżafar Salmasi, który zdobył brązowy medal w wadze do 60 kg mężczyzn. Chorążym podczas ceremonii otwarcia igrzysk był Mostafa Baharmast.
W kadrze znaleźli się m.in.: koszykarz Ferejdun Esfandijari, który został później znanym futurologiem (znany jako FM-2030), oraz Emanoul Aghasi, późniejszy ojciec tenisisty Andre Agassiego.

## Zdobyte medale
| Medal | Zawodnik       | Dyscyplina           | Konkurencja       |
| ----- | -------------- | -------------------- | ----------------- |
| Brąz  | Dżafar Salmasi | Podnoszenie ciężarów | do 60 kg mężczyzn |

## Skład reprezentacji

### Boks
Źródło:
- Ghasem Rassaeli – waga musza (−51 kg): odpadł w pierwszej rundzie (17T),
- Emanoul Aghasi – waga kogucia (−54 kg): odpadł w pierwszej rundzie (17T),
- Jamshid Fani – waga piórkowa (−57 kg): odpadł w pierwszej rundzie (17T),
- Masoud Rahimiha – waga lekka (−60 kg): odpadł w pierwszej rundzie (17T),
- George Issabeg – waga półśrednia (−67 kg): odpadł w pierwszej rundzie (17T),
- Hussain Tousi – waga średnia (−73 kg): odpadł w drugiej rundzie (9T),
- Eskandar Shora – waga półciężka (−80 kg): odpadł w drugiej rundzie (9T),
- Mohamed Jamshid Abadi – waga ciężka: odpadł w drugiej rundzie (9T).

### Koszykówka
Źródło:
- Kazem Asztari, Hosejn Dżabbar Zadegan, Asghar Ehsasi, Ferejdun Esfandijari, Hosejn Haszemi, Hosejn Karandisz, Farhang Mohtadi, Huszang Rafati, Ferejdun Sadeghi, Abolfazl Salabi, Zija’eddin Szademan, Hosejn Sorudi, Hosejn So’udipur – 14. miejsce.

### Podnoszenie ciężarów
Źródło:
- Mahmud Namdżu – do 56 kg: 5. miejsce,
- Dżafar Salmasi – do 60 kg: 3. miejsce,
- Asadollah Mihani – do 67,5 kg: 19. miejsce,
- Nasr Sajed Mir Ghawami – do 75 kg: 13. miejsce,
- Rasul Raisi – do 82,5 kg: 8. miejsce.

### Strzelectwo
Źródło:
- Farhang Khosro Panah – karabin dowolny, trzy pozycje, 300 m – 36. miejsce; karabin małokalibrowy leżąc, 50 m – 69. miejsce,
- Mahmoud Sakhaie – karabin dowolny, trzy pozycje, 300 m – 35. miejsce; karabin małokalibrowy leżąc, 50 m – 67. miejsce,
- Molla Zal – karabin dowolny, trzy pozycje, 300 m – 34. miejsce; karabin małokalibrowy leżąc, 50 m – 71. miejsce.

### Zapasy
Styl wolny
Źródło:
- Mansour Raisi – do 52 kg: 4. miejsce,
- Hassan Sadian – do 62 kg: wyeliminowany po 3 z 7 pojedynków,
- Ali Ghaffari – do 67 kg: wyeliminowany po 3 z 6 pojedynków,
- Abbas Zandi – do 73 kg: wyeliminowany po 3 z 7 pojedynków,
- Abbas Hariri – do 79 kg: wycofał się po pierwszym przegranym pojedynku,
- Mansour Mir Ghavami – do 87 kg: wyeliminowany po 2 z 8 pojedynków,
- Abdul Ghasem Sahkdari – powyżej 87 kg: 5T miejsce.